# Sisymbre officinal
Sisymbrium officinale
Espèce
Classification phylogénétique
Le Sisymbre officinal, autrefois appelée Herbe au chantre ou Barbarée, est une espèce de plantes de la famille des Crucifères (ou Brassicaceae).

## Étymologie
Sisymbre est la francisation de Sisymbrium qui désignait en latin et en grec (sisymbrion ou sisymbron) un cresson ou une menthe aquatique. Son nom vernaculaire d'Herbe au chantre vient du fait qu'elle était réputée guérir les enrouements au cours des laryngites et pharyngites.  

## Description
Le Sisymbre (ou Érysimum) est une plante annuelle pouvant atteindre 90 centimètres de haut. La tige raide et ramifiée porte des feuilles alternes profondément divisées en lobes dont le terminal, allongé, beaucoup plus grand que les autres est muni de 2 oreillettes perpendiculaires à la nervure centrale. 
Les rameaux grêles et fleuris, perpendiculaires à la tige, portent des petites fleurs (3 mm) hermaphrodites, groupées en racème simple à l'extrémité de ces rameaux, dotées de quatre sépales verts et quatre pétales jaunes clair. La période de floraison va de mai à septembre. homogames et autogames, elles donnent naissance à des siliques étroitement appliquées contre le rameau, brièvement pédonculés. La dispersion des graines fines (< 1 mm) et jaunes se fait par le vent (anémochorie).

## Distribution
Habitat type : friches annuelles, subnitrophiles, médioeuropéennes
Aire de répartition : cosmopolite

## Utilisations
Dans l'Antiquité, le Sisymbre avait la réputation d'être un antidote contre tous les poisons, Pline l'Ancien dans son Histoire naturelle la parant de nombreuses vertus. Craignant l'extinction de voix, les acteurs, orateurs et chanteurs la gardaient sous la main, d'où son ancien nom d'Erysimum (du grec eryô, « sauver », et oïmê, « récit, poème »).
Il fait partie des plantes dont la culture est recommandée dans les domaines royaux par Charlemagne dans le capitulaire De Villis (fin du VIIIe ou début du IXe siècle)[réf. souhaitée].
Les feuilles ont souvent été consommées crues (jeunes feuilles en salades) ou cuites (feuilles plus âgées en légumes ou en soupes). Les jeunes tiges au goût de choux sont également consommables. « En Bosnie et en Crète, on préfère les jeunes sommets tendres des tiges, avec les inflorescences. En Sicile, les « sciuriti » sont bouillis et servis avec de l'huile d'olive et du citron, cuits en soupe ou revenus à la poêle avec de l'ail ». Les fleurs peuvent être utilisées pour décorer les plats et les graines pour faire des moutardes mais ces dernières renferment des substances agissant sur le cœur.
La plante est actuellement utilisée par voie orale (sirop) ou locale (pastille, collutoire, gargarisme) contre l'enrouement, comme expectorant et mucolytique contre les bronchites. Ses propriétés sont dues aux glucosinolates (hétérosides soufrés) qui provoquent, par action réflexe, une sécrétion des voies respiratoires supérieures.